# Summertime (aria)
Summertime – sopranowa aria operowa, pochodząca z opery Porgy and Bess, z muzyką George'a Gershwina, do której libretto napisali Edwin DuBose Heyward, jego żona Dorothy Heyward i brat kompozytora,  Ira Gershwin. Słynna praktycznie na całym świecie kołysanka.

## Umiejscowienie w operze
Kołysankę tę śpiewa swojemu małemu synkowi żona rybaka Jake'a, Clara, jedna z bohaterek opery, czarnoskóra mieszkanka Catfish Row, osiedla w Charleston w stanie Karolina Południowa już na początku pierwszego aktu utworu, gdy nad osiedlem zapada wieczór i dorośli zaczynają oddawać się nocnym rozrywkom, grając w kości i próbując załatwiać swoje różnorakie interesy. 

## Opis i odbiór
Kompozytor wykorzystał w tej arii elementy murzyńskie, jazz i spirituals. Utwór Summertime niemal od dnia powstania zyskiwał ogromną niezależną sławę, co jednak nie bardzo przyczyniło się do odbioru samej opery. Wręcz przeciwnie, Porgy and Bess rzadko wystawiana ze względu choćby tylko na wymagania sceniczne, w związku z popularnością wielu utworów będących fragmentami tej opery, wśród których miejsce szczególne zajmuje właśnie ta kołysanka, bywa, choć niesprawiedliwie, odbierana jako wiązanka dosyć luźno połączonych ze sobą szlagierów.
Spore zasługi w popularyzacji Porgy and Bess, jako głównego dzieła, w którym aria Summertime jest zawarta, ma grupa Everyman Opera, która w 1956 roku odwiedziła między innymi Polskę.
Podczas pierwszych wystawień opery Porgy and Bess, premier bostońskiej (The Colonial Theatre, 30 września 1935) i nowojorskiej (Alvin Theatre, Nowy Jork 10 października 1935), rolę Clary i tym samym arię Summertime śpiewała sopranistka Abbie Mitchell.